# Sergio Daniel Escudero
Sergio Daniel Escudero (Punta Alta, 12 aprile 1983) è un ex calciatore argentino, di ruolo difensore.

## Caratteristiche tecniche
Gioca come centrocampista difensivo e come difensore laterale o centrale.

## Carriera

### Club
Escudero iniziò la sua carriera nel 2003, giocando per il Racing de Olavarría nella quarta divisione argentina, trasferendosi poi all'Alvarado de Mar del Plata.
Nel 2005 firmò per Olimpo de Bahía Blanca in Primera División Argentina; con la squadra di Bahía Blanca ottenne una retrocessione e una promozione; nel 2007 ha giocato per l'Independiente per sole 7 partite prima di passare all'Argentinos Juniors.
Il 22 dicembre 2008 è passato al Corinthians.
Il 5 gennaio 2015 viene ufficializzato il suo passaggio al Belgrano.

## Palmarès

### Club

#### Competizioni nazionali
- Primera B Nacional: 1

Olimpo: Apertura 2006
- Campionato paulista: 1

Corinthians: 2009
- Coppa del Brasile: 1

Corinthians: 2009
- Campionato Paranaense: 1

Coritiba: 2013